# 魟魚式輕型坦克
魟魚（英語：Stingray），或譯作黃貂魚，是一款由美國凱迪拉克公司研發的輕型戰車，於1983年9月開始設計，1984年2月第一輛原型車的車體建造完成並進行越野測試；同年6月造出原型炮塔並安裝在一輛M551謝里登輕型坦克的底盤上進行射擊測試。同年10月原型車在美國陸軍協會裝備展覽會上首次展示，到1985年年底該原型車已在內華達州沙漠進行過5000公里耐力測試，測試結果使凱迪拉克公司改良發動機冷卻和傳動系統，並增加一具熱成像儀和一個與主炮並列的望遠鏡。
魟魚式輕型坦克原先計畫作為M551謝里登輕型坦克的替代品（AGS計畫），競爭者包括了FMC公司的XM8跟德立台公司的無砲塔設計，但美國軍方並未採用。
AGS計畫後來取消，魟魚式坦克最終反而成功外銷106輛至泰國。

## 設計
魟魚式輕型坦克的設計是重量輕巧得可以用C-130運輸機空運和空投但擁有主戰坦克的火力，車身和炮塔用薄鋼板焊接，車身有6對車輪和3對托帶輪，托帶輪來自M41輕型坦克而承載系統來自M109自走炮，第1、2和6對車輪有油壓減震器，魟魚式可承受2.5g重力負荷衝擊，這對於作為空降坦克來說尤為重要，該坦克的動力來自一個橫置的底特律柴油機公司製8V-92TA水冷式柴油發動機，配合艾力森公司製變速箱，俱有前進4檔後退2檔，該動力系統的排氣系統有減少紅外線熱輻射設計，該動力系統令魟魚式由靜止加速至32公里／小時只需6秒，令其有良好的機動性。
車身中央為由斜面組成的炮塔，主炮為英製L7A3炮，此炮的炮口有減少後座力的制退器，可載最多36發炮彈，其中8發在炮塔其餘在車身，該炮的射控系統出自英國馬可尼公司，能把橫風和車身傾斜等資料輸入彈道電腦做計算從而保證首發炮彈命中目標。
魟魚式的裝甲防護是其弱項，但這可以說是輕型坦克的通病，車前祇能抵擋14.5毫米口徑重機槍彈而車側祇能抵擋7.62毫米口徑步槍彈，為此要加掛附加裝甲，此謂魟魚2式，在車身和炮塔加上附加裝甲後令其可抵擋23毫米口徑穿甲彈，若加掛更先進的鑲嵌式裝甲則可抵擋RPG-7火箭筒的攻擊，祗要拆下附加裝甲又可以空運。

## 使用國家
- 美国（生產國）
- 泰國

## 流行文化
在2015年OB的電腦線上遊戲装甲战争中，分別以Stingray/Stingray2之名分別在經銷商：Shishkin的可研發六／七階輕戰車。

## 外部連結
魟式坦克